# Bubalus
Bubalus är ett släkte med oxdjur som omfattar enligt Wilson & Reeder (2005) fyra idag förekommande arter. Släktet förekommer i södra och sydöstra Asien men under historisk tid sträckte sig utbredningsområdet fram till Sydvästasien och norrut till Kina, under senaste istiden fanns dessa djur även i norra Afrika. Vattenbuffeln har introducerats av människan till områden utanför dess naturliga utbredningsområde.
Arterna är:
- Vattenbuffeln (IUCN skiljer den vilda populationen Bubalus arnee från den domesticerade formen Bubalus bubalis)
- Tamarau (Bubalus mindorensis)
- Låglandsanoa (Bubalus depressicornis)
- Dvärganoa (Bubalus quarlesi)

De två sistnämnda arterna som förekommer på den indonesiska ön Sulawesi samt på den lilla ön Buton, behandlas av vissa auktoriteter som en art. Dessutom finns en utdöd art beskriven, Bubalus mephistopheles.